# 칼리로구
칼리로구(Kaliro)는 우간다 남동부에 위치한 구로, 행정 중심지는 칼리로이며 면적은 904km2, 인구는 153,513명(2002년 인구 조사 기준)이다.
행정 구역상으로는 동부 주에 속하며 1개 군(불라모기 군)을 관할한다. 남쪽으로는 이강가 구, 남동쪽으로는 나무툼바 구, 북쪽으로는 소로티 구, 팔리사 구와 접한다.

## 같이 보기
- 우간다의 행정 구역